# Cua sốt tiêu Kampot
Cua sốt tiêu Kampot (tiếng Khmer: ឆាក្តាមម្រេច) là món ăn Khmer được chế biến bằng cách xào cua với tỏi, đường thốt nốt, hành lá, nước mắm và tiêu xanh Kampot, đặc sản từ vùng Kampot và Kep.

## Biến thể
Nếu không có hạt tiêu xanh tươi thì có thể thay thế bằng hạt tiêu xanh ngâm nước muối. Đôi khi hạt tiêu đen xay thô được dùng thay cho hạt tiêu xanh. Trong các biến thể hải sản khác, cua có thể được thay thế bằng mực hoặc tôm.